# Storia della musica
La musica è un'espressione artistica appartenente a tutte le culture del nostro pianeta. Fonti ne attestano l'esistenza almeno a partire da 55 000 anni fa, con l'inizio del Paleolitico superiore. Alcuni studiosi ipotizzano la sua nascita in Africa, quando le prime comunità umane conosciute iniziarono a espandersi sul globo. La storia della musica è una branca della musicologia e della storia che studia lo sviluppo cronologico delle idee e delle convenzioni musicali appartenenti a popoli differenti, con particolare riguardo alla musica d'arte di tradizione occidentale, ed è pertanto materia diffusa, sia nelle università che nelle scuole di musica di tutto il mondo.

## Periodizzazione
La suddivisione standard della musica si basa sulle epoche storiche, correnti artistiche e culturali parallele alla musica.

## Musica preistorica

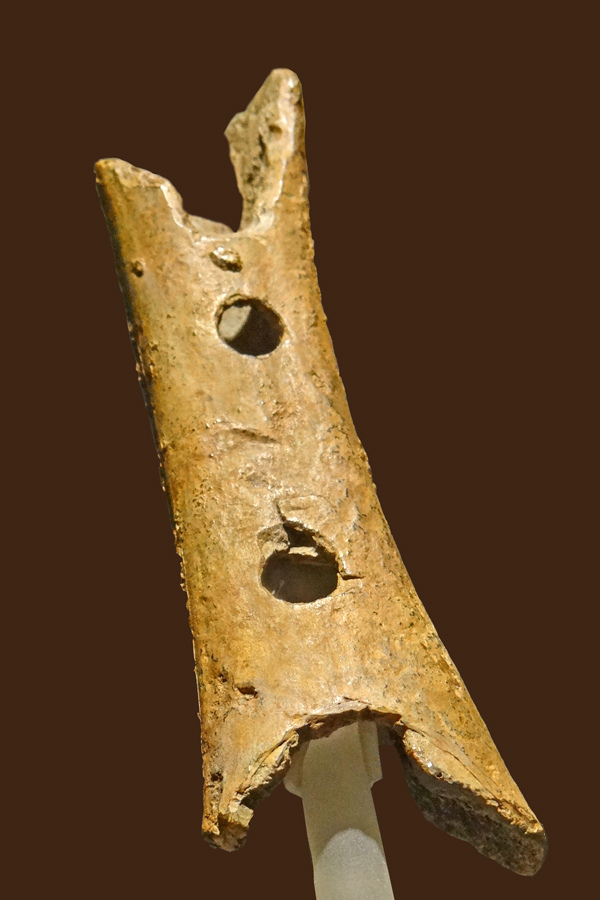
Trovato in Slovenia, il flauto di Divje Babe è a oggi considerato da alcuni il più antico strumento musicale conosciuto, risalente a oltre 40 000 anni fa.

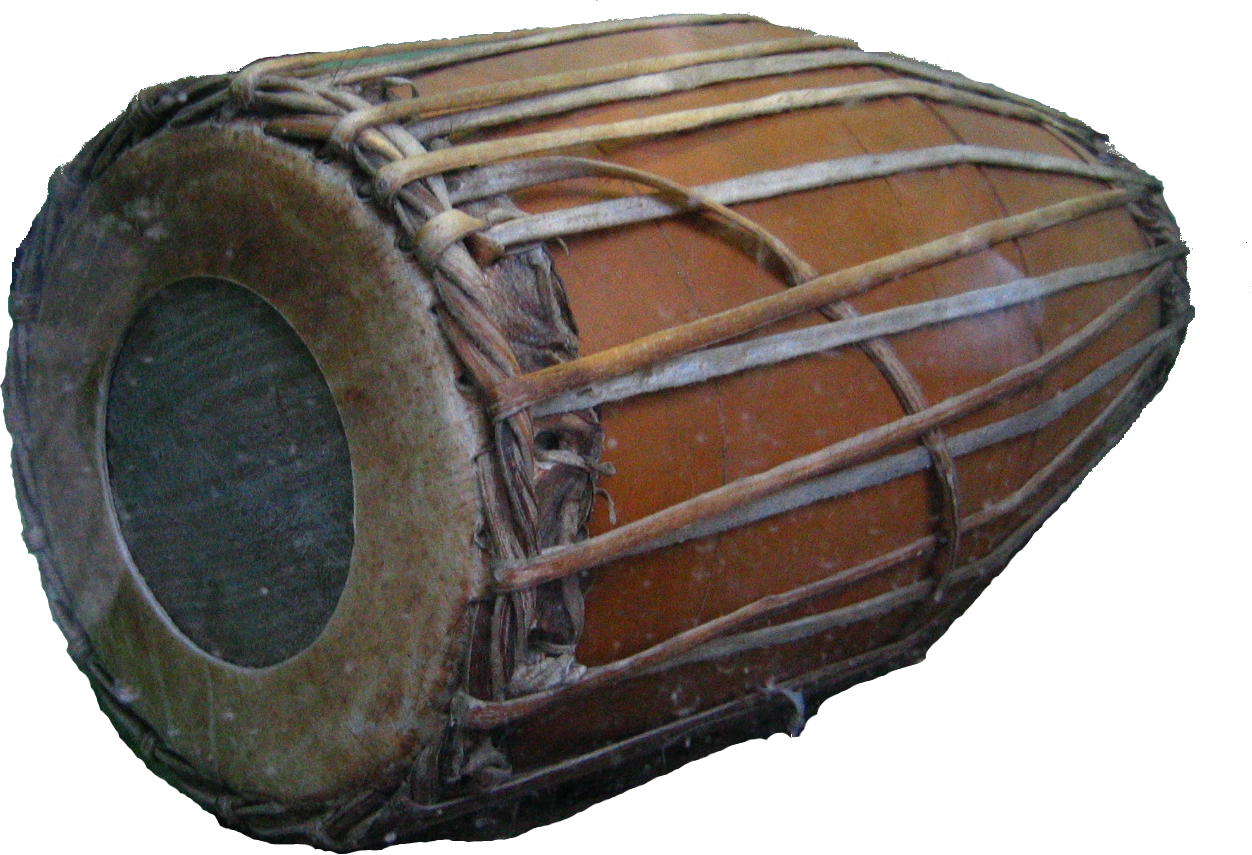
Un mridangam, tamburo dell'India

Il problema della determinazione dell'epoca che ha visto nascere le prime forme di espressione musicale è ovviamente connesso con la definizione che si sceglie di adottare per la parola musica. Mentre, infatti, per un sistema teorico di organizzazione dei suoni, collegato a precisi riferimenti estetici, dobbiamo attendere l'antica Grecia, per la prima comparsa di specifici elementi, come la produzione volontaria, anche tramite strumenti, di suoni da parte dell'uomo, dobbiamo risalire al paleolitico.
Nel 2008, in Germania, nel sito della grotta di Fels (Hohle Fels), lo staff dell'archeologo Nicholas Conard ha ritrovato un flauto ottenuto da un osso di avvoltoio, datato 40 000 anni fa.
Alcune testimonianze in questo senso possono essere dedotte da numerosi ritrovamenti sia in osso che in pietra, interpretati come strumenti musicali. Tali sono, ad esempio, gli zufoli magdaleniani di Roco de Mercamps o i litofoni neolitici scoperti nelle vicinanze di Dallato (Vietnam).
In mancanza di testimonianze dirette o mediate, alcune ipotesi sulla forma assunta dalla musica primitiva può essere dedotta anche dall'osservazione di popoli il cui sviluppo è simile allo sviluppo delle attuali culture preistoriche, come, ad esempio, gli indios brasiliani, gli aborigeni australiani o alcune popolazioni africane.
Si può presumere che le primissime forme di musica siano nate soprattutto dal ritmo: per esempio, per imitare, battendo le mani o i piedi, il cuore che batte, il ritmo cadenzato dei piedi in corsa o del galoppo; o magari alterando, per gioco e per noia, le fonazioni spontanee durante un lavoro faticoso e monotono, come, per esempio, il pestare il grano raccolto per farne farina o il chinarsi per raccogliere piante e semi. Per questi motivi, nonché per la relativa facilità di costruzione, è molto probabile che i primi strumenti musicali siano stati strumenti a percussione, e presumibilmente qualche variante del tamburo.
Tra gli strumenti più antichi ritrovati troviamo infatti il tamburo a fessura Huehuetl della civiltà Maya, un cilindro cavo, provvisto di una fessura longitudinale lungo la superficie esterna, suonato percuotendolo con le bacchette sulla fessura stessa. Le versioni più antiche e primitive ritrovate consistono in un tronco cavo, privo di fessura ma appoggiato trasversalmente sopra una buca nel terreno, che probabilmente veniva suonato percuotendolo con i piedi.

## Musica dell'antichità
La musica dell'antichità, nella storia della musica, è quella musica che sostituì la musica preistorica nelle differenti civiltà della cosiddetta storia antica. Essa si riferisce ai vari sistemi musicali che furono sviluppati in varie regioni geografiche come Mesoamerica, Mesopotamia, Egitto, Persia, India e Cina, o in vasti bacini d'influenza culturale come quelli greco e romano, ed è designata dalla caratterizzazione dei fondamentali quali note e scale. Potrebbe essere stata trasmessa attraverso metodi orali o scritti.

### Musica nell'antico Egitto
La civiltà egizia è tra le prime civiltà di cui si hanno testimonianze di espressione musicale. Qui la musica aveva un ruolo molto importante: la leggenda vuole che sia stato il dio Thot a donarla agli uomini; essa era soprattutto legata a Hathor, considerata la dea della gioia, della musica e della danza.
Tra gli strumenti utilizzati dagli Egizi, troviamo i crotali, il sistro, legato ad Hathor, la tromba, utilizzata in guerra e sacra a Osiride, i tamburi, il liuto ed il flauto, sacro ad Amon. Altro strumento musicale assai presente e caratteristico della civiltà egizia è l'arpa dotata spesso di un'ampia cassa armonica. Nell'antico Egitto, la musica aveva anche funzioni religiose, veniva infatti utilizzata nelle cerimonie sacre; era inoltre presente durante riti di fecondazione, nella celebrazione di funzioni funebri, e ancora in occasione di divertimento e svago.
Inizialmente, nel periodo più antico, venivano usati principalmente strumenti a percussione, come bacchette e batacchi. La comparsa di strumenti più sofisticati dovette attendere più a lungo. I primi ad essere costruiti dopo le percussioni furono gli strumenti a fiato (flauto) e a corde (lira e cetra), di cui esistono testimonianze greche, egizie e mesopotamiche anteriori all'XI secolo a.C. Queste civiltà conoscevano già i principali intervalli fra i suoni (quinte, quarte, ottave), usate come base per alcuni sistemi di scale. Da uno studio dell'etnomusicologo tedesco Sachs sull'accordatura delle arpe, è emerso che gli Egizi utilizzavano sia una scala pentatonica discendente che una scala eptafonica.

### Musica nel Vicino Oriente
Tra gli scavi della città sumera di Ur, e più precisamente nel cimitero reale, furono rinvenute alcune lire e arpe, mentre un'iconografia musicale con cui è riccamente decorata l'architettura della prima Mesopotamia storica, lasciano intendere che per questa civiltà la musica fosse molto importante, soprattutto nelle forme rituali tipiche. Esemplari di bassorilievi del Louvre, provenienti da Lagash, mostrano ad esempio la presenza di strumenti cordofoni simili all'arpa.
Fra i testi Urriti ritrovati ad Ugarit vi sono i più antichi esempi di stesura musicale, risalenti al 1400 a.C. circa. In questi frammenti sono stati trovati i nomi di quattro compositori, Tapšiẖuni, Puẖiya(na), Urẖiya e Ammiya.
Nei testi sacri dell'ebraismo si accenna per la prima volta alla musica quando si parla di Iubal, figlio di Lamech e di Ada, del quale viene detto che:

### Musica nell'antica Grecia
Presso l'antica Grecia la musica (μουσική, musikè, "arte delle muse") occupava un ruolo di grande rilievo, sia nella vita sociale che nella religione. Per i greci la musica era un'arte che comprendeva, oltre alla musica stessa, anche la poesia, la danza, la medicina e le pratiche magiche. L'importanza della musica nel mondo greco è testimoniata da numerosi miti che la riguardano. Uno è quello di Orfeo, il suo inventore, che riuscì a convincere gli dei dell'Ade a restituire alla luce la scomparsa ninfa Euridice.
Durante il periodo arcaico, dalle origini al VI secolo a.C., la musica era praticata solamente da professionisti: gli aedi e i rapsodi. Questi declamavano i miti accompagnandosi con uno strumento musicale tramandando oralmente la musica. In seguito, durante il periodo classico, dal VI al IV secolo a.C., la musica entrò a far parte del sistema educativo venendo così divulgata. A questo periodo risalgono pochissime fonti di grafia musicale che erano esclusivo patrimonio dei professionisti, in quanto la musica veniva, come abbiamo già accennato, tramandata oralmente. Sempre nel periodo classico si sviluppò la tragedia. I soggetti della tragedia erano presi dai miti letterari e consistevano in dialoghi tra due o tre personaggi alternati da canti corali. Gli attori erano tutti uomini, indossavano maschere e recitavano con l'accompagnamento della musica. L'impianto architettonico del teatro era costituito da una gradinata a semicerchio che ospitava il pubblico, di fronte al quale era presente un palco sul quale si esibivano gli attori, mentre tra la gradinata e il palco era presente un'orchestra insieme ad un coro.
I greci usavano diversi strumenti. I più comuni erano la lira o cetra e l'aulos. La lira era uno strumento le cui corde venivano pizzicate tramite un plettro, uno strumento sacro al dio Apollo. L'aulos, invece, era uno strumento a fiato, o aerofono ad ancia, sacro al dio Dioniso. Presso gli elleni erano in uso anche strumenti a percussione tra cui i tamburi e i cimbali, meglio noti come piatti.
I greci accostarono la musica alla matematica e al movimento degli astri. Pitagora, accostando la musica al movimento dei pianeti, comprese che anch'essa era governata da precise leggi matematiche. Portò la sua intuizione sul monocordo e scoprì che se una corda produceva un suono di una certa altezza, per ottenere un suono all'ottava superiore bisognava far vibrare metà della corda; per ottenere la quinta bastava far vibrare i due terzi della corda, e via di seguito.
Alla base del sistema musicale greco c'era il tetracordo formato da quattro suoni discendenti compresi in un intervallo di quarta giusta. I due suoni estremi erano fissi, invece i due intermedi erano mobili. I tetracordi si distinguevano in diatonico, cromatico e enarmonico. L'unione di due tetracordi formava un modo che poteva essere dorico, frigio o lidio. A seconda del tipo di unione i modi potevano essere a loro volta congiunti o disgiunti. Se ad un modo dorico disgiunto si aggiungeva un tetracordo congiunto all'acuto, un altro tetracordo congiunto al grave e sotto quest'ultimo una nota si otteneva il sistema tèleion, ovvero perfetto, dell'estensione di due ottave. Il ritmo musicale si basava su quello poetico. Nella poesia greca la metrica scaturiva dalla durata delle sillabe: brevi o lunghe, lo stesso valeva in musica. La breve equivale all'odierna croma e la lunga all'odierna semiminima. Il ritmo si aveva dall'unione di due o più note o sillabe, ordinate in schemi ritmici chiamati piedi. In poesia la combinazione di vari piedi formava il verso e la combinazione di più versi formava la strofa.
Alla musica i greci attribuirono anche una funzione educativa, in quanto la ritenevano un'arte in grado di arricchire l'animo delle persone. Secondo Platone la musica doveva servire per arricchire l'animo umano, così come la ginnastica serviva per irrobustire il fisico. Questo discorso si amplia con la dottrina dell'ethos per la quale ogni modo ha un suo specifico temperamento che può incidere positivamente o negativamente sull'animo delle persone. Per Platone i modi di specie dorica o frigia incidono positivamente, invece quelli di specie lidia possono turbare l'equilibrio razionale. Aristotele accettò la classificazione dell'ethos, ma ritenne che tutti i modi potevano andare a beneficio dell'animo. Fino a questo momento la teoria musicale era conosciuta esclusivamente dal punto di vista matematico. In seguito Aristosseno di Taranto comprese l'importanza dell'udito nella percezione dei suoni.

### Musica nell'antica Cina
La musica cinese era già decisamente evoluta durante la dinastia Zhou (1122 a.C.-256 a.C.), con un ruolo importante nei cerimoniali. Anche presso questa cultura la musica aveva una profonda valenza educativa e filosofica. Documenti attestanti la composizione musicale in Cina sembrano risalire al VI - VII secolo a.C.

### La musica nella Roma antica sotto l'influsso del modello greco

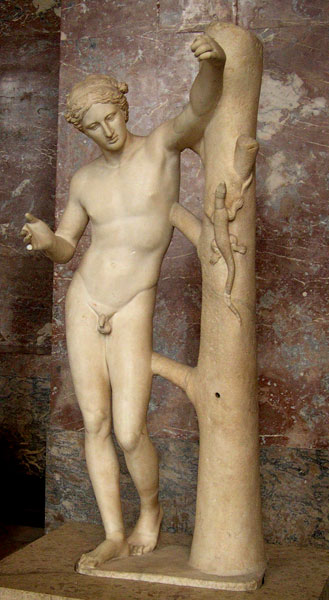
Apollo sauroctonus, copia romana, Louvre

Nel periodo ellenistico si assistette ad una sostanziale crisi di quelli che sono stati i fondamenti della Musikè greca, accompagnata dalla crisi del genere tragico. Ci si imbatte in vere e proprie performance di attori che mettono in scena, dal loro bagaglio, pezzi di repertorio.
Il primo è segnato dalla modesta presenza, a Roma, della musica di origini etrusche o italiche, abbinata anche a spettacoli indigeni quali l'atellana e il fescennino. Risale a questa prima fase la diffusione di strumenti di metallo di impiego militare: la buccina di forma circolare, il lituus a canneggio diritto con il padiglione ripiegato all'indietro, la tuba di bronzo a canna diritta. I tempi successivi furono caratterizzati dal fatto che i romani conquistarono la Grecia e portarono a Roma, in grande quantità, musicisti, intellettuali, artisti e filosofi greci. L'intero sistema culturale romano fu condizionato da quello greco, anche dal punto di vista musicale, ma con sostanziali differenze. Dal punto di vista drammatico ci saranno tragedie e commedie modellate su quelle greche, ma con la differenza che verranno chiamate diversamente: coturnae quelle greche, perché gli attori greci stavano in coturni (calzari), mentre monodici e corali di carattere rituale erano considerati essenziali nelle solennità pubbliche quali i rioni, nelle feste religiose, nei giochi, infine, le palliate, quelle romane, perché i romani indossavano un abito, il pallio.
La musica romana ereditò dal mondo greco il sistema musicale, gli usi, le forme e la teoria. Rispetto alla semplice raffinatezza della musica greca, eseguita con pochi strumenti per accompagnare il canto, la musica dei romani fu indubbiamente più vivace, mescolata con elementi di origine italica, ed eseguita con grandi complessi in cui doveva esserci la massiccia presenza di strumenti a fiato: la tibia, la buccina, il lituus, la tuba. Si faceva anche uso dell'organo idraulico e di numerosi (e rumorosi) strumenti a percussione. Si può pertanto desumere che la musica a Roma fosse assai popolare e che accompagnasse sempre molti spettacoli tra cui la pantomima e gli spettacoli dei gladiatori. Mentre per i greci la musica era una componente fondamentale dell'educazione, i romani ne avevano un'opinione molto inferiore, associandola a feste e divertimenti piuttosto che alla formazione del vir.

## Il canto del cristianesimo in Occidente e la musica sacra
La diffusione del cristianesimo, e quindi del canto cristiano, ebbe un ruolo decisivo nella storia della musica occidentale. La musica corale ha origine dal canto cristiano dei primi secoli. Nelle sacre scritture si legge che il canto fosse una pratica comune anche nei riti della religione ebraica: lo stesso Cristo, insieme ai suoi discepoli viene ritratto come un cantore:
(Marco, 14, 22-26)
Si può fare un parallelo tra la funzione della musica nei riti delle prime comunità cristiane e la funzione dell'arte decorativa, sintetica e stilizzata, degli inizi della vita ufficiale del cristianesimo dopo il 313 d.C. In entrambi i casi gli argomenti di fede sono l'argomento di espressioni artistiche non verbali che potevano essere facilmente ricordate anche da una congregazione non letterata e di umili origini.
Questo modo di cantare le idee continuerà nei secoli a contribuire alla partecipazione del fedele all'azione sacra, anche dopo che la lingua latina aveva da tempo cessato di essere comprensibile. Col tempo alla funzione ieratica, associata al salmodiare del celebrante, didascalica e partecipativa della musica, si aggiunse anche una funzione decorativa tesa a solennizzare gli eventi religiosi attraverso le caratteristiche e il volume sonoro, al quale è possibile ascrivere parte del successo di uno strumento quale l'organo, la cui sonorità profonda induce nell'ascoltatore una sensazione di presagio.

## La monodia liturgica cristiana
Poiché la notazione musicale emergerà solo nel corso del XII secolo, il canto cristiano dei primi secoli ci è completamente ignoto, e ciò che se ne sa, deriva in gran parte da supposizioni. La sua presumibile derivazione dal rito ebraico fa presumere che la liturgia dei primi secoli fosse fondata sull'intonazione di forme melodiche tradizionali costruite attraverso variazioni molto piccole e in cui il ritmo era derivato dal ritmo verbale della liturgia (questo procedimento è anche detto cantillazione). Inoltre si può supporre che la condizione di clandestinità in cui la religione cristiana era praticata favorisse il sorgere di molte varianti del rito e quindi dell'accompagnamento musicale di riferimento.
La situazione cambiò nel 380, quando l'editto di Tessalonica impose la religione Cristiana quale unica religione dell'impero. A partire dal V secolo, il cristianesimo iniziò a darsi una impianto che imponeva l'unificazione della liturgia e, quindi, anche della musica che ne faceva parte integrante.
Si può ipotizzare che una forma iniziale di musica liturgica fosse monodica e basata su variazioni d'intonazione attorno ad una nota fondamentale, detta corda di recita, variazione che era dettata dalla prosodia o enfasi delle parole del testo sacro, nello stile musicale detto sillabico. A questo stile, che dominava la maggior parte della messa, si sovrappose con il tempo un secondo stile, riservato inizialmente ai momenti di maggiore enfasi quali l'offertorio, in cui un solista intonava il testo facendo variare liberamente l'intonazione all'interno di una stessa sillaba in uno stile detto melismatico.
La trasmissione della musica avveniva a questo punto per tradizione orale, e attraverso scuole di canto, la cui presenza presso i maggiori centri di culto è attestata fino dal IV secolo. Oltre alla scuola di provenienza, è probabile che anche l'improvvisazione e l'abilità del singolo cantore determinassero in larga parte la musica d'uso liturgico.

## Il canto gregoriano
Agli inizi del VI secolo, esistevano in Occidente diverse aree liturgiche europee, ognuna con un proprio rito consolidato. Tra i principali, ricordiamo il rito vetero-romano, il rito ambrosiano a Milano, il rito visigotico-mozarabico in Spagna, il rito celtico nelle isole britanniche, il rito gallicano in Francia, il rito aquileiese nell'Italia orientale, il rito beneventano nell'Italia meridionale. La tradizione vuole che alla fine di questo secolo, sotto il papato di Gregorio I (590-604) sia stata avviata definitivamente l'unificazione dei riti e della musica dai quali dipende.
In realtà si ha motivo di credere che l'unificazione di tali riti avvenne quasi due secoli più tardi, ad opera di Carlo Magno sotto l'impulso dell'unificazione politica che condusse alla nascita del Sacro Romano Impero. L'attribuzione a papa Gregorio I sarebbe stata introdotta per superare le resistenze al cambiamento dei diversi ambienti ecclesiastici, costretti a rinunciare alle proprie tradizioni.
Il prodotto dell'unificazione di due dei riti principali quello vetero-romano e quello gallicano fu codificato nel cosiddetto antifonario gregoriano, che conteneva tutti i canti ammessi nella liturgia unificata. Questa unificazione classificò i brani di musica sacra in uso secondo un sistema di modi, ispirati - almeno nei nomi - ai modi della tradizione greca: dorico, ipodorico, frigio, ipofrigio, lidio, ipolidio, misolidio, ipomisolidio.

## La scrittura neumatica

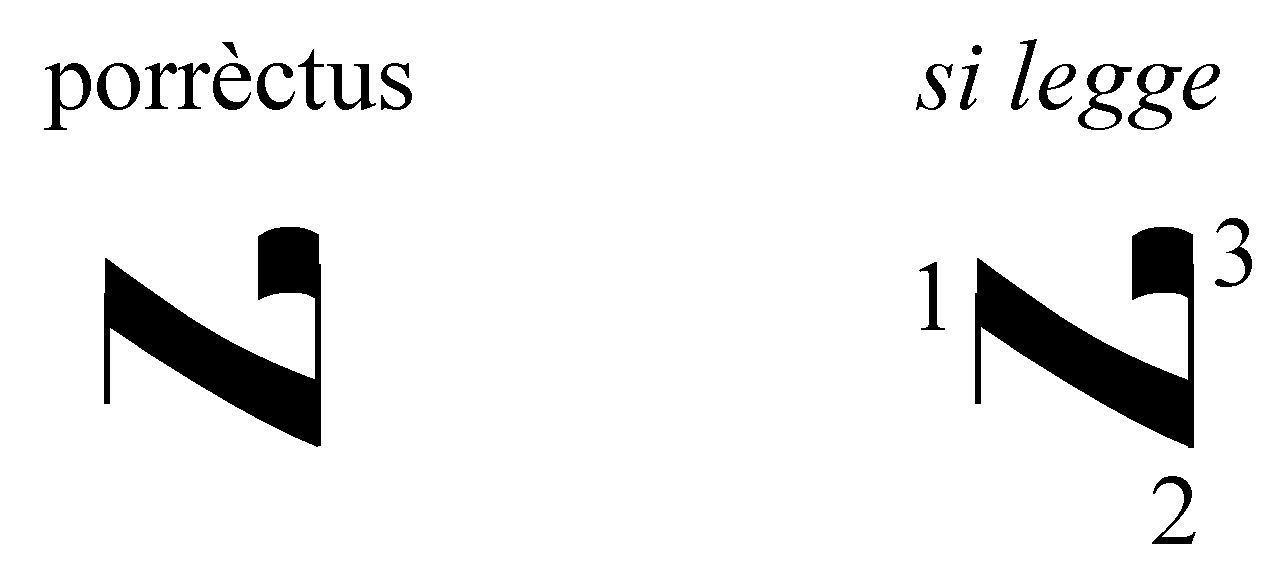
Neuma plurisonico

La riforma gregoriana introdusse, nelle scuole di canto delle origini, lo studio dei testi al posto della trasmissione orale, sacrificando diverse particolarità regionali, alcune delle quali, specialmente quelle di derivazione mozarabica, particolarmente ricche, all'intonazione microtonale, particolarità che esisteva ancora nel rito vetero-romano, ed al ruolo dell'improvvisazione. Allo stesso tempo si creò la necessità di "annotare" i testi scritti in modo da aiutare i cantori ad eseguire musiche sempre nello stesso modo, attraverso una linea melodica che indicava la direzione, ascensionale o discensionale. Quest'esigenza fece nascere segni particolari, i cosiddetti neumi, pare nati dai gesti del direttore del coro, che, annotati tra le righe dei codici, rappresentavano l'andamento della melodia, come già detto, ma lasciando liberi intonazione e ritmo. La scrittura neumatica divenne così la prima forma di "notazione" - dalla quale ebbe origine la "nota" musicale moderna.

## Gli inizi della polifonia

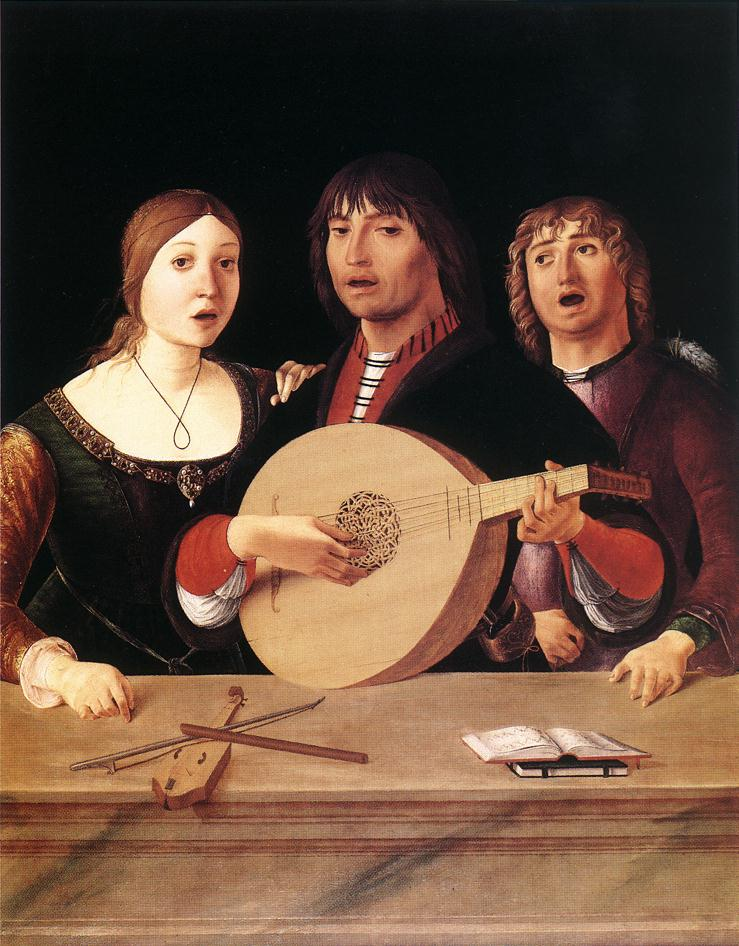
Lorenzo Costa: Il concerto

La riforma gregoriana non impedì che, nel corso degli anni, le melodie monodiche di base fossero arricchite tramite amplificazioni sia in senso orizzontale, aggiungendo ornamenti alla linea melodica, che in senso verticale, aggiungendo altre voci al canto del celebrante.
L'amplificazione orizzontale prese la forma di interpolazione di testi e melismi nella melodia gregoriana, detti tropi, o di composizioni originali a partire da particolari momenti della liturgia, in genere l'Alleluja, dette sequenze.
L'amplificazione verticale, che costituiva l'inizio della polifonia, dal greco: molte voci, prese dapprima la forma di un raddoppio o diafonia della voce monodica o vox principalis, con una seconda voce, detta vox organalis, ad andamento parallelo e a distanza fissa, in genere una quarta o una quinta, secondo un procedimento poi definito, ad organum parallelo. La vox organalis, o duplum, inizialmente posta al di sotto della vox principalis, sarebbe divenuta più acuta negli sviluppi che seguirono. Il trattato Musica Enchiriadis risalente alla metà del IX secolo, dà conto dell'organum parallelo e di alcune sue variazioni che contemplano eccezioni del moto parallelo delle voci.
Il discostarsi dalla regola del moto parallelo delle voci, era destinato a produrre tecniche polifoniche più complesse: infatti, attorno al 1100 venne sviluppata la tecnica del discanto, dove alle voci, che conservavano sempre distanze considerate consonanti, cioè quarta, quinta, ottava e unisono, veniva consentito un movimento più libero, movimento che alternava un moto parallelo ad un moto contrario.
Nello stesso periodo, emerge una tecnica detta eterofonia, probabilmente derivata dal canto popolare, che consentiva al duplum di eseguire melismi mentre la vox principalis intona, con valori di durata assai prolungati, la melodia originale. Questa pratica è documentata in alcuni codici italiani del XII e XIII secolo, ad esempio nel trattato dell'Organum Vaticano, e da documenti coevi provenienti dalla chiesa di San Marziale a Limoges nel sud della Francia. A questo stile sarà attribuito il nome di organum melismatico.
Non furono queste le uniche alterazioni alla prescrizione monodica gregoriana: nello stesso periodo e nei luoghi dell'organum melismatico si trovano esempi dell'uso del bordone, ossia un'unica nota bassa che viene prolungata anche per tutta la composizione, composizioni multitestuali dette tropi simultanei in cui le voci cantano testi diversi, anticipando quello che più tardi sarà il mottetto e perfino accenni di composizione a tre voci.
Bisogna infine ricordare che in Inghilterra nacque un tipo di polifonia molto diversa da quella del continente europeo, che ammetteva, enfatizzandoli, gli intervalli di terza e sesta, considerati dissonanti sul continente. Questa tendenza, espressa in composizioni a due o gymel e tre voci o falso bordone, avrebbe in seguito influenzato la musica fiamminga poi diffusosi in tutta l'Europa, diventando la base della musica occidentale che si basa sulle triadi e gli intervalli di terza.

## Guido d'Arezzo

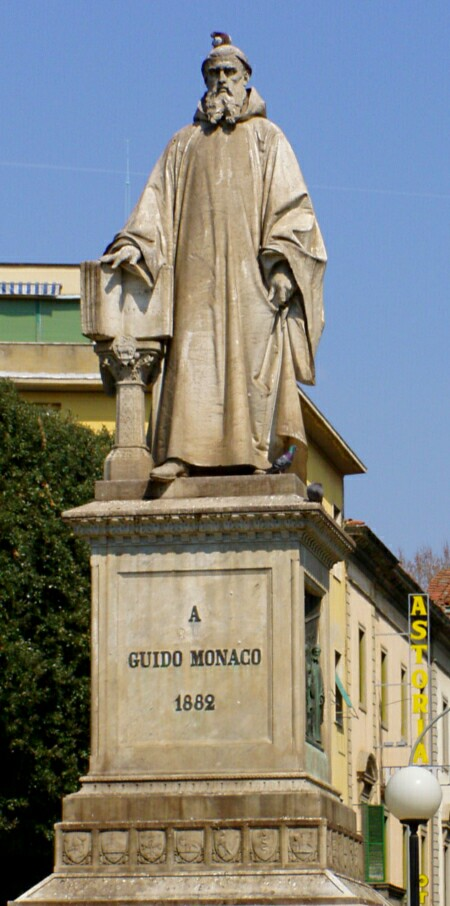
Statua a Guido d'Arezzo

La scrittura neumatica lasciava molto all'immaginazione del lettore, e, proprio per questo, era inadatta alla trascrizione di composizioni di maggiore complessità, che mettevano a dura prova la memoria dei cantori.
Fu nell'opera di Guido d'Arezzo (992 ca.-1050 ca.), l'autore del Micrologus (c.1026), che si affermò il primo sistema di grafia diastematica, una stesura, cioè, che permetteva di indicare le diverse altezze delle note da intonare. Guido d'Arezzo chiamava il suo sistema tetragramma perché inseriva dei segni, che sarebbero poi diventati le moderne note, in una griglia costituita spesso da quattro righe parallele.
Fu questo l'inizio dell'uso delle note in cui la grafia delle durate era ottenuta proporzionalmente. Alle note che erano posizionate negli spazi e sulle linee, Guido d'Arezzo assegnò nomi corrispondenti alle sillabe iniziali dei primi sei versetti di un inno dedicato a San Giovanni Battista come memorandum per gli allievi:
(Inno a San Giovanni)
La vera innovazione di Guido d'Arezzo fu che le prime sillabe dell'Inno, non servirono solo per dare un nome alle note ma, anche a darne l'intonazione relativa. In questo modo un cantore poteva intonare a prima vista un canto mai udito prima semplicemente facendo riferimento alla sillaba dell'Inno con la stessa intonazione della prima nota cui il canto iniziava per averne un'immediata idea della tonica.
A questo procedimento di memorizzazione Guido diede il nome di solmisazione. Negli anni che seguirono il tetragramma di Guido d'Arezzo, in origine dotato di un numero variabile di linee, si sarebbe stabilizzato su cinque linee, assumendo il nome di pentagramma, e la nota Ut avrebbe mutato il suo nome in Do ponendo le basi della notazione musicale moderna.

## La musica popolare antica e i trovatori

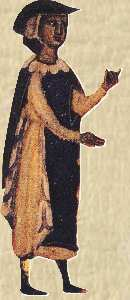
Il trovatore Bernard de Ventadorn

Dal punto di vista della sua conservazione la musica fu doppiamente svantaggiata. Da una parte soffrì, fino all'invenzione del torchio a stampa, della sorte comune a tutto il materiale che doveva essere tramandato in forma scritta, cioè della rarità del materiale, dei mezzi e delle capacità di tramandarlo. A ciò si aggiunse la mancanza di una notazione che permettesse di scrivere la musica in maniera univoca, cui si giungerà compiutamente solo attorno al 1500.
A queste circostanze pratiche, si aggiungevano pregiudizi di carattere culturale, risalenti addirittura alla concezione Greca, che individuavano nella pratica musicale una parte nobile, collegata alla parola, e una artigianale, collegata al suono strumentale. La seconda veniva relegata in secondo piano e, nella sua funzione di servizio, lasciata ai musici professionisti, sempre di origine non nobile: questo equivaleva a dire che la musica popolare era affidata esclusivamente alla trasmissione orale, per cui per noi è completamente perduta. Le poche melodie giunte sino a noi, lo hanno fatto spesso intrufolandosi in composizioni considerate degne di essere tramandate, spesso in parti della messa: è questo il caso della melodia detta, L'homme armé e, successivamente, della melodia detta, La Follia. Solo in epoca moderna la musica popolare inizierà ad essere considerata degna di essere tramandata.
Si sa comunque che nel Medioevo si produceva molta musica di carattere non sacro: talvolta per celebrare i potenti, che assumevano regolarmente musicisti, soprattutto trombettisti per accompagnare le cerimonie ufficiali, per accompagnare spettacoli teatrali, sacre rappresentazioni o la recitazione di poesie o semplicemente per ballare. Pare che nel Medioevo esistesse una vera e propria passione per il ballo, attestata fra l'altro dai numerosi editti che proibivano la danza nei cimiteri.
È certo che la recitazione delle poesie fosse spesso, se non sempre, accompagnata dalla musica: quasi certamente gran parte venivano infatti cantate piuttosto che recitate. Una famosa raccolta profana, i Carmina Burana, ha tramandato i soli testi dei canti dei chierici vaganti attorno al XIII secolo.
Un'altra importante testimonianza, profana anche se non propriamente popolare, è costituita dalle composizioni dei trovatori, dei trovieri e dei Minnesanger, cantori e poeti vaganti, le cui prime testimonianze datano attorno all'XI secolo. Di provenienza linguistica diversa, lingua d'oc o occitano per i trovatori, lingua d'oïl per i trovieri, tedesco per i minnesanger o menestrelli, essi erano accomunati dall'argomento delle loro canzoni, l'amor cortese e dalla loro frequentazione, appunto delle corti, dove era stata elaborata questa forma ritualizzata d'amore. La diffusione delle composizioni trobadoriche, accompagnò anche la diffusione dell'idea che l'educazione musicale, rigorosamente non professionale, dovesse far parte dell'educazione di un nobile. Come per il resto delle composizioni popolari però, anche la parte musicale delle composizioni trobadoriche è andata quasi completamente perduta.

## Ars Antiqua

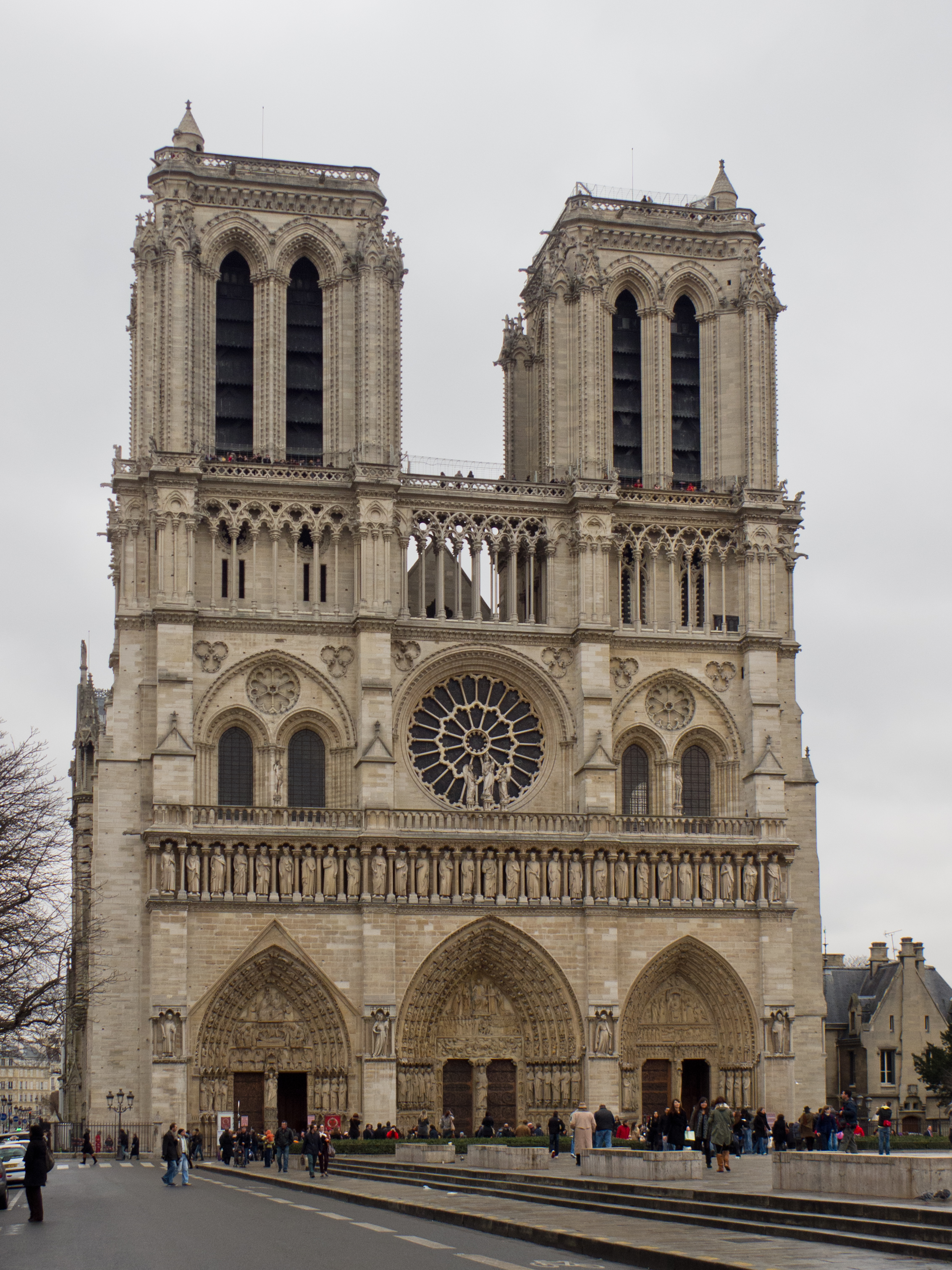
La facciata occidentale di Notre-Dame

Nel 1150 si sviluppa a Parigi attorno alla Cattedrale di Notre Dame una grande scuola contrappuntistica europea, di ispirazione pitagorica, detta appunto scuola di Notre Dame, o anche Ars Antiqua, in contrapposizione all'Ars nova, che sarà un altro grande movimento polifonico che nascerà nel XIV secolo e in contrapposizione all'Ars Antiqua, la cui parabola terminò, con la scuola di Notre Dame, nel 1320.
Dal punto di vista della notazione musicale, la Scuola di Notre Dame introdusse la tecnica di indicare precisamente l'altezza delle note, che nell'opera di Guido d'Arezzo era ancora intesa in maniera relativa, in modo simile a quello che avviene nella composizione musicale moderna, e la prima idea di divisione delle durate: ogni nota poteva essere divisa in tre note di durata inferiore.
Dalla scuola di Notre Dame ci vengono i nomi di magister Leoninus (Leonin) e magister Perotinus (Perotin), i primi autori di musica sacra, modernamente intesi, della storia della musica occidentale.

## Il Trecento: l'Ars Nova

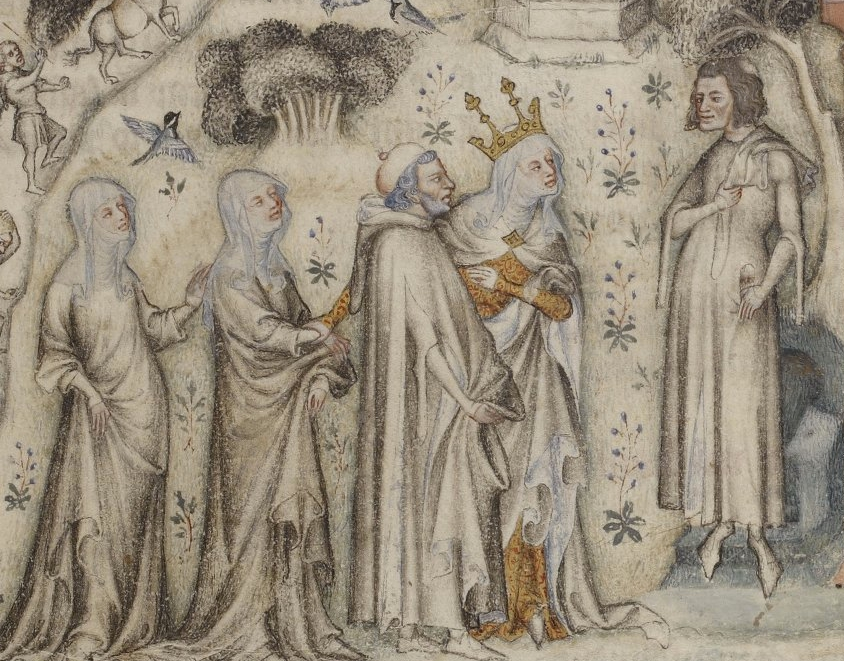
Guillaume de Machaut riceve dalla Natura tre dei suoi figli: Senso, Retorica e Musica

Il XIV secolo fu il secolo in cui iniziò in tutta Europa un rafforzamento del movimento di laicizzazione della cultura, che iniziò a distanziarsi dai condizionamenti ecclesiastici e ad acquistare una sua dimensione autonoma. Questo fenomeno si manifestò in tutti gli aspetti della produzione artistica: in letteratura si ebbe la compresenza di un'opera teologica del mondo, la Divina Commedia, e, della commedia umana di Boccaccio, egualmente accettate e apprezzate. In pittura si passa da figure più semplici alla dimensione fisica dell'uomo; in architettura, accanto ai luoghi ecclesiastici, si vede una maggior diffusione del palazzo nobiliare e della nuova ricca borghesia, con un progressivo sviluppo della città e delle abitazioni aristocratiche. Anche la musica acquisì una sua autonoma dimensione. L'ars antiqua si chiude nel 1320, data a cui risalgono due trattati: Musica Pratica di Johannes de Muris e Ars nova musicae di Philippe de Vitry, che iniziarono il periodo cosiddetto dell'Ars nova.
Questa scuola sviluppò ulteriormente il concetto di notazione mensurale, aggiungendo altre durate a quelle usate fino ad allora, ed estendendo l'applicabilità della divisione binaria dei valori; inoltre accentuò gli aspetti musicali delle composizioni, moltiplicando le voci dei cantori ed introducendo ad esempio la forma politestuale del mottetto, rispetto agli aspetti testuali. Queste innovazioni la posero ben presto in polemica con gli esponenti dell'Ars antiqua, polemica che assunse toni così violenti da dover essere sedata da un intervento regale.
Il punto di vista arsnovistico infine prevalse, e i suoi insegnamenti furono alla base delle ulteriori innovazioni musicali che avrebbero avuto luogo nel secolo successivo nelle Fiandre.
Nell'ambito della musica popolare, gli anni trenta e quaranta videro la diffusione di un nuovo genere musicale, la chanson parigina, un canto sillabico a più voci generalmente omoritmico, ossia le voci cantano simultaneamente note della stessa durata. Questo genere subì molti mutamenti ed evoluzioni; infatti, nella seconda metà del XV secolo una forma, puramente strumentale, derivata da questa, detta canzone da sonar, divenne l'antenata delle forme strumentali che saranno successivamente sviluppate nel periodo barocco.

## Il Quattrocento

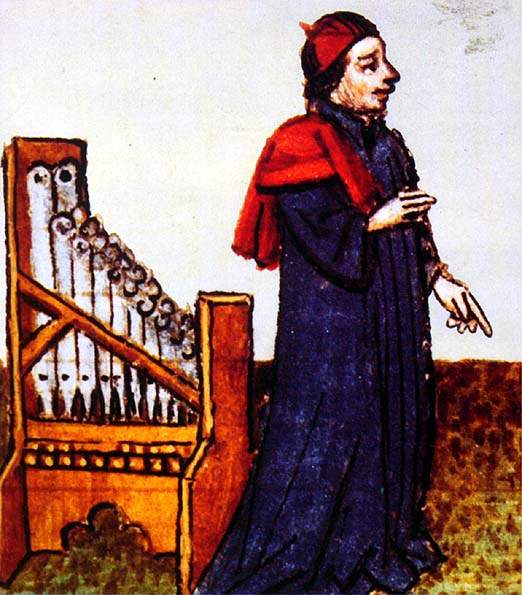
Guilaume Dufay

I rivolgimenti economici e sociali del XV secolo, soprattutto la guerra dei cent'anni e lo sviluppo dei traffici nel nord Europa, ridussero l'influenza politico/culturale della Francia dando impulso allo sviluppo delle arti in generale e della musica in particolare nelle regioni della Fiandra e della Borgogna. La scuola che si sviluppò, finanziata nelle scuole delle cattedrali dalla borghesia benestante, prese il nome di scuola franco fiamminga innovando notevolmente le preesistenti forme della liturgie della messa, del mottetto e della chanson. Ponendo, sia le consonanze per terze, ancora oggi familiari all'orecchio occidentale, che la forma imitativa del canone alla base delle loro procedure compositive, i fiamminghi, tra i quali ricordiamo il fondatore Guillaume Dufay e il grande Josquin Desprez, rivoluzionarono la pratica della polifonia ereditata dall'Ars nova e dall'Ars antiqua. Il lavoro di questi compositori poneva le basi per lo sviluppo di quella che sarebbe stata la teoria dell'armonia.
La monumentale complessità cui pervennero le composizioni fiamminghe, le regole da essi codificate e la minuta tassonomia con la quale classificarono le forme da essi frequentate, soprattutto il canone, finirono per inaridire e considerare artificiose le composizioni dell'ultimo periodo fiammingo: a questo punto (tra il XVI e il XVII secolo), gli insegnamenti dei fiamminghi erano stati assimilati dagli altri musicisti europei ed erano divenuti parte integrante della polifonia.
La produzione musicale italiana di questo secolo non è ben documentata. Si sa che vi fu un'espansione della musica d'uso, nelle corti e in genere nelle occasioni profane, la cui parte musicale, affidata come di consueto alla tradizione orale, fu quasi interamente perduta. Di questo periodo si ricordano i canti carnascialeschi o canti di Carnevale, nati a Firenze nell'epoca di Lorenzo il Magnifico. Si tratta di canti popolareschi a più voci: una vera e propria polifonia in cui tutte le voci posseggono lo stesso ritmo, tecnicamente definita come polifonia omoritmica.
Si affermarono inoltre diverse forme quasi monodiche, o comunque con polifonie omoritmiche molto più semplici di quelle fiamminghe, in cui il testo prevaleva sull'intreccio musicale. Tra queste era popolare la forma detta frottola. Da Napoli proveniva la villanella, che inizialmente si chiamò infatti villanella alla napoletana, una forma a tre voci, inizialmente in dialetto napoletano, che diventò una forma internazionale, come il madrigale. Fu una forma dal carattere fortemente popolare, caratterizzata dalla presenza di quinte parallele, quasi a sottolineare la distanza dalla tradizione colta dello stesso periodo.

## Il Cinquecento

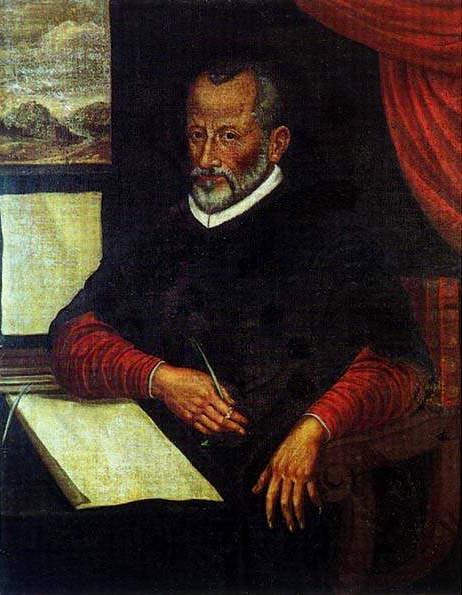
Giovanni Pierluigi da Palestrina

Nel XVI secolo si verificò di uno degli eventi più importanti per la diffusione della musica: la nascita dell'editoria musicale. Nel 1501 a Venezia venne per la prima volta pubblicato, ad opera di Ottaviano Petrucci, l'Harmonice Musices Odhecaton, un intero volume di musica a stampa. Petrucci utilizzò dei caratteri mobili: uno stampatore romano, Andrea Antico, utilizzò pochi anni dopo un procedimento di tipo xilografico per ottenere lo stesso risultato.
Un'altra importante diramazione della chanson parigina fu in Italia la composizione musicale del madrigale, nato ad opera del francese Philippe Verdelot e del fiammingo Jacques Arcadelt. Era una forma cantata a più voci, in cui il significato del testo comunicava il carattere espressivo alla musica; in essa si cimentarono i principali musicisti dell'epoca, tanto italiani, Palestrina, Monteverdi, Carlo Gesualdo, quanto stranieri, Orlando di Lasso, Adrian Willaert, ed altri appartenenti alla sesta generazione fiamminga.
L'avvento della Riforma Luterana e la reazione cattolica controriformista, culminata nel Concilio di Trento (1545-1563) ebbero un profondo influsso sulla musica sacra. Nel mondo tedesco, la traduzione in tedesco dei canti liturgici e la loro messa in musica spesso su melodie profane, creò la tradizione del corale protestante. Nel mondo cattolico, si creò un movimento di ritorno alle origini del gregoriano, che si distanziava dall'eccessiva complessità introdotta dalla scuola fiamminga nel secolo precedente, e proibiva ogni messa di derivazione musicale profana, richiamando i compositori al rispetto dell'intelligibilità del testo. Particolarmente sensibile a questi dettami fu il musicista italiano Giovanni Pierluigi da Palestrina (1525-1594), il più importante compositore del rinascimento  che, come compositore o maestro di diverse cappelle romane, lasciò un corpus di oltre 100 messe, 375 mottetti e più di 300 altre composizioni che costituirono in pratica la rifondazione della musica sacra cattolica, stabilendo un canone stilistico che sarebbe stato per secoli a venire il riferimento per la musica liturgica.
Allo stesso tempo, negli ambienti umanistici si sviluppava una polemica tra i proponenti delle forme polifoniche e i proponenti delle forme monodiche, dove questi ultimi vestivano i panni degli innovatori. Fondamentale fu il circolo fiorentino della Camerata de' Bardi, che, verso la fine del secolo, produsse ben due versioni, tra loro in concorrenza, di un dramma musicale, l'Euridice, dove veniva impiegata una tecnica nuova, detta del recitar cantando, dalla quale nel XVII secolo il genio di Claudio Monteverdi avrebbe fatto nascere il melodramma.
Il trattato De Institutioni Harmonica (1558) di Gioseffo Zarlino, uno dei conservatori e difensori della polifonia nella polemica sopra accennata, definisce in modo completo ed esauriente le leggi dell'armonia e quindi della polifonia.

## Il Seicento e il Settecento: Il Barocco e il Classicismo

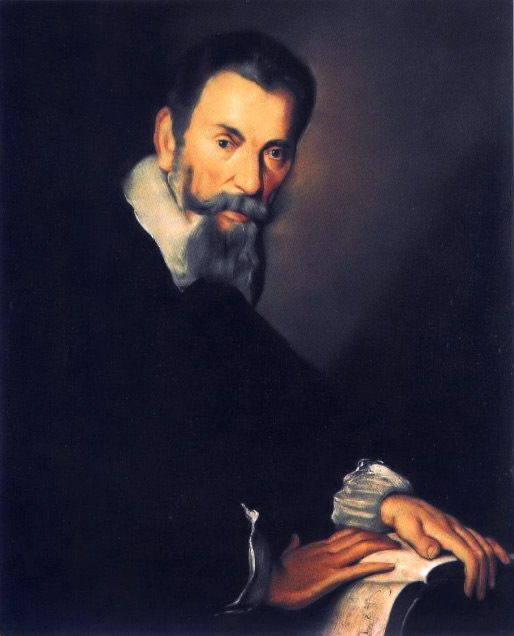
Claudio Monteverdi ritratto da Bernardo Strozzi.

Il periodo barocco copre il lasso di tempo tra il XVII e la prima metà del XVIII secolo, in particolare dal 1600 al 1750. Lo stesso termine barocco deriva dal termine dispregiativo utilizzato per indicare una pietra di forma irregolare, vocabolo coniato nel secolo successivo. Le sue finalità erano quelle di meravigliare e stupire. Storicamente, la musica aveva quasi sempre previsto la presenza di elementi vocali, eventualmente con parti elaborate per strumenti musicali, mentre il Barocco prevedeva una prevalenza nell'utilizzo di strumenti, prevalenza che si sviluppò inizialmente all'interno delle chiese veneziane, sfruttando le possibilità acustiche della chiesa di San Marco. Si cominciò a scrivere per uno strumento musicale, sfruttando le capacità dello strumento stesso: questo tipo di scrittura prese il nome di musica idiomatica. Nei palazzi aristocratici si formò così la figura del virtuoso, figura che in seguito arriverà anche nei palazzi vescovili.
La musica occidentale si sviluppò con straordinaria rapidità attraverso i secoli successivi, anche perfezionando il suo sistema tonale. La tonalità è un sistema musicale basato su scale maggiori e minori. Su ogni grado della scala si può costruire un accordo; gli accordi possono essere di posa (1°-6°), poco movimento (2°-4°), o movimento (5°-7°) e possono essere anche consonanti o dissonanti. Una pietra miliare è costituita dalle composizioni di Johann Sebastian Bach de Il clavicembalo ben temperato, opera che mette in pratica il cosiddetto sistema dei buoni temperamenti.
Le principali tipologie di composizione dell'epoca barocca sono: la suite, considerata una successione di danze stilizzate composte solo per essere ascoltate comprendenti, nell'ordine, l'allemanda di origine tedesca, la corrente di origine italo-francese, la sarabanda di origine spagnola e la giga di origine anglo-irlandese; questa successione di danze fu codificata dal compositore tedesco Johann Jakob Froberger; la sonata, a solo o a tre, che è una composizione per uno o due strumenti e basso continuo; il concerto, solistico o grosso, che è una composizione per uno o più strumenti solisti e orchestra; il melodramma, che nacque alla fine del XVI secolo in casa del conte Giovanni Bardi, dove alcuni artisti si riunirono e decisero di far rivivere la tragedia greca basandosi sulla convinzione che fosse interamente cantata in un canto monodico accompagnato. Nel 1598 si arrivò alla realizzazione della Dafne, musicata da Jacopo Peri, su libretto di Ottavio Rinuccini, della quale resta oggi solo qualche frammento. Nel 1600, per il matrimonio di Maria de' Medici e Enrico IV di Francia, venne composta sempre da Peri l'Euridice, ancora su libretto di Rinuccini; in seguito anche Giulio Caccini compose una sua Euridice sullo stesso libretto. Dello stesso anno è l'opera di Emilio de' Cavalieri, Rappresentatione di anima et corpo, dotata dello stesso impianto di un melodramma, ma non definibile come tale, dato che i melodrammi devono essere di argomento profano e questo non lo era. L'Euridice venne notata dal duca di Mantova Vincenzo I Gonzaga che commissionò un melodramma al suo musicista Claudio Monteverdi che compose nel 1607 l'Orfeo. I primi melodrammi vengono eseguiti in recitar cantando, una forma di canto monodico accompagnato: da lì nascono il recitativo e l'aria. Gli argomenti dei primi melodrammi sono di argomento mitologico per giustificare l'inverosimiglianza del dialogo cantato. Venne spesso utilizzato il mito di Orfeo e Euridice perché rappresentativo della magia e della bellezza del canto di Orfeo capace di muovere gli affetti. Il finale veniva spesso cambiato perché i melodrammi dovevano avere un lieto fine, cosa che non caratterizzava questo mito; l'oratorio, che si differenzia dal melodramma, in quanto è privo di azione scenica e spesso è a tema religioso; la cantata, che è di dimensioni ridotte rispetto all'oratorio.
Nell'età barocca si istituirono alcune scuole per musicisti come associazioni laiche. In Italia nascono i primi conservatori, nati in realtà come orfanotrofi: a Venezia venivano chiamati ospedali, in cui agli orfani veniva fatta studiare la musica. In Italia Antonio Vivaldi operò molto negli orfanotrofi, come insegnante e direttore di orchestra. Innovando dal profondo la musica dell'epoca, Vivaldi diede più evidenza alla struttura formale e ritmica del concerto, cercando ripetutamente contrasti armonici e inventando temi e melodie inconsuete. Il suo talento consisteva nel comporre una musica non accademica, chiara ed espressiva, tale da poter essere apprezzata dal grande pubblico e non solo da una minoranza di specialisti. Vivaldi è considerato uno dei maestri della scuola barocca italiana, basata sui forti contrasti sonori e sulle armonie semplici e suggestive. Altro importante esponente della musica strumentale italiana di questo periodo è Domenico Scarlatti, pioniere di tecniche tastieristiche nuove per i suoi tempi, come arpeggi, note ribattute in agilità, incroci delle mani, ottave spezzate e percosse, doppie note. Dal punto di vista dello stile, le sue sonate sono caratterizzate da una rapidissima mobilità espressiva e da una grande inventiva armonica, con l'impiego di accordi spesso sorprendenti. La scuola pianistica russa ha tenuto in grande considerazione la musica del Scarlatti per le sue grandi qualità didattiche ed artistiche. Alla fine del Cinquecento un prete fiorentino, S. Filippo Neri, crea piccole assemblee dove i fedeli possono pregare e discutere insieme di argomenti religiosi. Queste assemblee ebbero molto successo. Vennero emulati ovunque. Durante queste assemblee i partecipanti discutevano e pregavano cantando delle laudi polifoniche. Con la morte di S. Filippo Neri, l'utenza diventò di un ceto sociale più alto. Si cominciano a cantare i madrigali, e piano piano si trasformano in oratori. Le principali differenze tra melodramma e oratorio sono: l'oratorio è privo di azione scenica, prevalgono la sacralità, l'intervento del coro, la presenza del narratore (historicus), mentre nel melodramma vi è un'azione scenica, l'argomento è profano, non c'è il narratore, il coro è meno presente. Mentre fino al XVI secolo prevalevano gli strumenti a fiato in quanto più idonei ad eseguire la musica polifonica; nel ‘600 prevalsero gli archi anche perché con questo tipo di strumento puoi produrre più effetti e dinamiche. Fino a quel momento non esisteva il concetto di pubblico, dato che le opere venivano eseguite solo nelle corti. Nel 1637, con l'apertura del primo teatro pubblico a Venezia, la popolazione sarà quella che paga e comincerà a condizionare le scelte musicali. Durante la prima metà del Seicento, nella scuola veneziana, Girolamo Frescobaldi scrisse per organo e clavicembalo una musica polifonica dove inserisce il virtuosismo, dando anche indicazioni all'esecutore. Le forme dei brani che scrive sono: canzona, ricercare, toccata e capriccio. Accanto a quelle di Bach e Händel, sono di fondamentale importanza le composizioni del tedesco Georg Philipp Telemann, che esce dagli schemi della scuola tedesca del tempo.
Nella seconda metà del XVIII secolo, nel periodo del classicismo, vi è la grande presenza di Wolfgang Amadeus Mozart, uno dei massimi protagonisti della storia musicale: grazie a lui l'evoluzione della musica può poggiare su grandi fondamenta che si estendendono in tutti i generi, nella sinfonia, nell'opera, nella musica da camera e nella serenata, e rappresenta di fatto il legame tra la musica del Settecento e quella romantica del XIX secolo.

## L'Ottocento

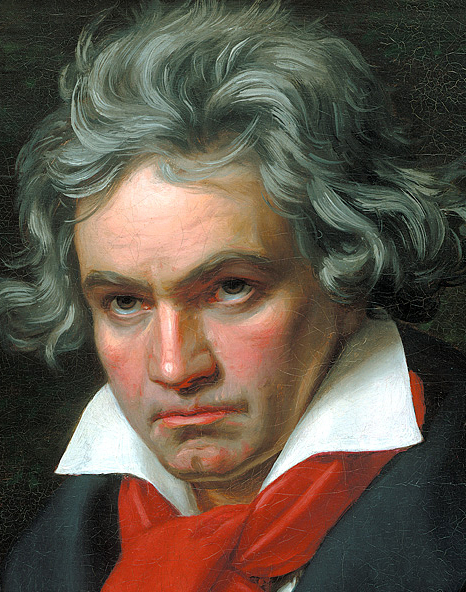
Ludwig van Beethoven.

Tra il 1750 ed il 1850 la musica classica occidentale si espresse in forme sempre più ricche ed elaborate, sia in campo strumentale, nel quale uno straordinario sviluppo ebbe la forma della sinfonia, che in campo operistico, sfruttando sempre più diffusamente le possibilità espressive fornite dal sistema armonico e tonale costruito nei secoli precedenti.
All'inizio del secolo domina la figura di Ludwig van Beethoven, testimone dell'eredità di Mozart e dei compositori classici coevi, per arrivare a trasfigurare le forme musicali canoniche, soprattutto la sinfonia, il concerto, il quartetto d'archi e la sonata, creando al contempo il concetto di musica assoluta, cioè svincolata dalle funzioni sociali cui era stata fino ad allora subordinata. Con Beethoven si assiste alla nascita della figura del compositore/artista, contrapposta a quella, in precedenza prevalente, del musicista/artigiano. Le nove sinfonie di Beethoven ebbero tale risonanza da promuovere la forma della sinfonia come la regina tra le forme musicali, al punto che molti dei musicisti venuti dopo di lui temevano di misurarsi con essa. Ciò nonostante, compositori come Johannes Brahms, Anton Bruckner e Gustav Mahler l'affrontarono con risultati così notevoli da far parlare di "Stagione del grande sinfonismo tedesco".
In Beethoven si trovano le prime manifestazioni del romanticismo musicale, molti protagonisti del quale furono di area germanica e austriaca, come Weber, Schubert, Mendelssohn e Schumann. In Francia operavano invece Berlioz e il polacco Chopin. Emerge in questo periodo anche la figura del musicista virtuoso, che ha in Franz Liszt e Niccolò Paganini i due esempi più famosi e celebrati.
L'Ottocento è anche il secolo della grande stagione operistica italiana, che ha come protagonisti Rossini, Bellini, Donizetti, Verdi e, a cavallo del secolo seguente, Puccini. La tradizione operistica italiana continua ad esaltare il ruolo del canto che, sciolto dall'eloquenza dell'opera settecentesca, diviene momento lirico, pura espressione dell'anima. Nel corso del secolo tuttavia essa assorbe progressivamente aspetti dell'opera francese, da sempre attenta all'aspetto visivo e a partire dalla seconda metà dell'Ottocento legata all'estetica del naturalismo. Quanto all'orchestra, da semplice accompagnamento del canto si evolve fino a diventare, nelle ultime opere di Verdi e successivamente in Puccini, un'orchestra sinfonica.
Alla fine del secolo la ricerca di nuove forme e di nuove sonorità porta alla crisi del sistema tonale, espressa nel famoso preludio del Tristano e Isotta di Richard Wagner del 1865, che contiene passaggi armonicamente enigmatici, non interpretabili alla luce delle regole in vigore in quegli anni.

## Il Novecento
Nel XX secolo, parallelamente al versante colto, che in realtà si estende molto al di là dei confini tracciati dalla musica seriale, assunsero grande importanza i generi musicali popolari, cui i mezzi di comunicazione di massa consentirono una diffusione senza precedenti.

### La musica colta
Dopo la crisi del sistema tonale, a cavallo tra Ottocento e Novecento si avvia una frenetica ricerca di nuovi codici linguistici su cui basare la composizione musicale. Le soluzioni proposte sono diverse: dal ritorno alla modalità, all'adozione di nuove scale, di derivazione extraeuropea, come quella per toni interi, proposta per primo da Claude Debussy, al cromatismo atonale e poi dodecafonico che tende a scardinare la tradizionale dualità di consonanza/dissonanza.
In particolare, nel secondo decennio Arnold Schönberg, assieme ai suoi allievi, tra cui si ricordano Alban Berg e Anton Webern, giunge a delineare un nuovo sistema, noto come, dodecafonia, basato su serie di 12 note. Alcuni ritennero questo l'inizio della musica contemporanea, spesso identificata con la musica d'avanguardia: altri dissentirono vivamente, cercando altre strade. Il concetto di serie, inizialmente legato ai soli intervalli musicali, si svilupperà nel corso del secondo Novecento sino a coinvolgere tutti i parametri del suono. È questa la fase del serialismo, il cui vertice fu raggiunto negli anni cinquanta con musicisti come Pierre Boulez, John Cage, Terry Riley, Steve Reich.
Altri musicisti - tra cui Béla Bartók, Maurice Ravel e Igor' Fëdorovič Stravinskij (nel suo primo periodo) - scelsero di cercare nuova ispirazione nelle tradizioni folkloristiche e nella musica extraeuropea, mantenendo un legame con il sistema tonale, ma innovandone profondamente l'organizzazione e sperimentando nuove scale, ritmi e timbri; Stravinskij, dopo un secondo periodo neoclassico, con la sua ultima attività creativa si avvicinò alla musica seriale.
In Italia spiccano Gian Francesco Malipiero e Luigi Dallapiccola per il primo Novecento, Luciano Berio e Luigi Nono nel secondo dopoguerra.

### La musica da film
Con l'avvento della cultura cinematografica, inizia anche la diffusione della "musica da film" o colonna sonora, che riprende la funzione di "commento musicale" delle scene, come accade per il teatro. Sergej Prokof'ev fu uno fra i primi musicisti a lavorare per il cinema, in particolare collaborò con il regista Ėjzenštejn. Tra gli altri compositori celebri del XX e XXI secolo vi sono Philip Glass, Ennio Morricone, Nino Rota, John Williams, Alfred Newman, Bernard Herrmann, Henry Mancini, Danny Elfman, Thomas Newman, John Powell, Hans Zimmer e David Newman. Per questo genere di musica non vi sono dei canoni o metodi musicali precisi che lo contraddistingue dagli altri, dato che ogni compositore possiede un suo stile personale e può avere influenze diverse da qualsiasi altro genere: dalla musica classica, dal jazz o dal rock e così via. Con la nascita dei videogiochi, le colonne sonore hanno trovato un altro campo di applicazione, conosciuto per tali opere come background music.

### Il jazz, il ragtime e il blues

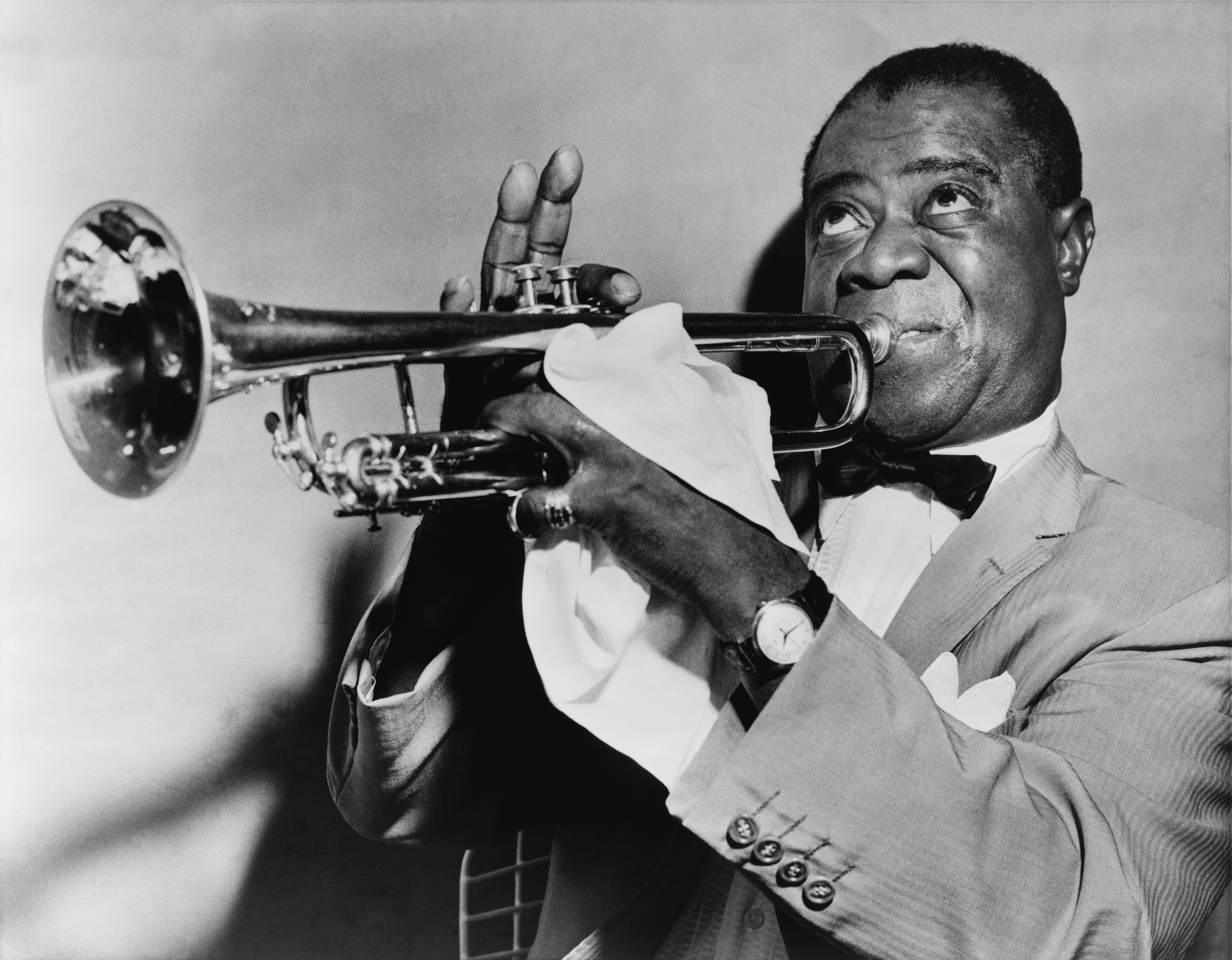
Louis Armstrong negli anni trenta

All'inizio del Novecento, negli Stati Uniti d'America, iniziano a diffondersi tra la popolazione urbana diversi generi musicali derivati dalle tradizioni popolari degli africani portati come schiavi sul continente, e dalle loro unioni con le tradizioni musicali bianche.
Nascono e acquistano notorietà in questo modo il ragtime, il blues urbano, derivato dal cosiddetto blues primitivo che veniva cantato nelle campagne, e da ultimo, il jazz, che combinava la musica bandistica e da parata, suonata soprattutto a New Orleans, con forti dosi d'improvvisazione e con particolari caratteristiche ritmiche e stilistiche.
L'invenzione del fonografo, prima, e della radio, poi, permise una diffusione senza precedenti di questi nuovi generi musicali, spesso interpretati da musicisti autodidatti molto più legati ad una tradizione musicale orale che non alla letteratura musicale. Questo fatto, le origini non europee degli interpreti, e il citato ricorso all'improvvisazione, contribuirono a creare musiche di grande freschezza e vitalità. Al contrario di quello che era successo tante volte nella storia della musica, la tecnologia offriva ora ad una musica popolare, fondata più sulla pratica che sulla carta, di essere trasmessa e tramandata, piuttosto che dimenticata.
La musica jazz continuò a svilupparsi per tutto il XX secolo, diventando prima musica di larghissimo consumo durante gli anni '20 e '30, detti anche gli anni dello swing, intrecciandosi con altri generi per dare vita a forme di espressione musicale ancora diverse, la più commercialmente rilevante delle quali fu il rock, ed evolvendosi poi gradatamente in una musica per musicisti e per appassionati, quando non per élite, espandendosi fuori dall'America e trovando seguaci prima in Europa, dove fu spesso apprezzata più che nel suo luogo di nascita, e poi in tutto il mondo, diventando uno dei contributi musicali più importanti del Nuovo Continente.

### La musica pop

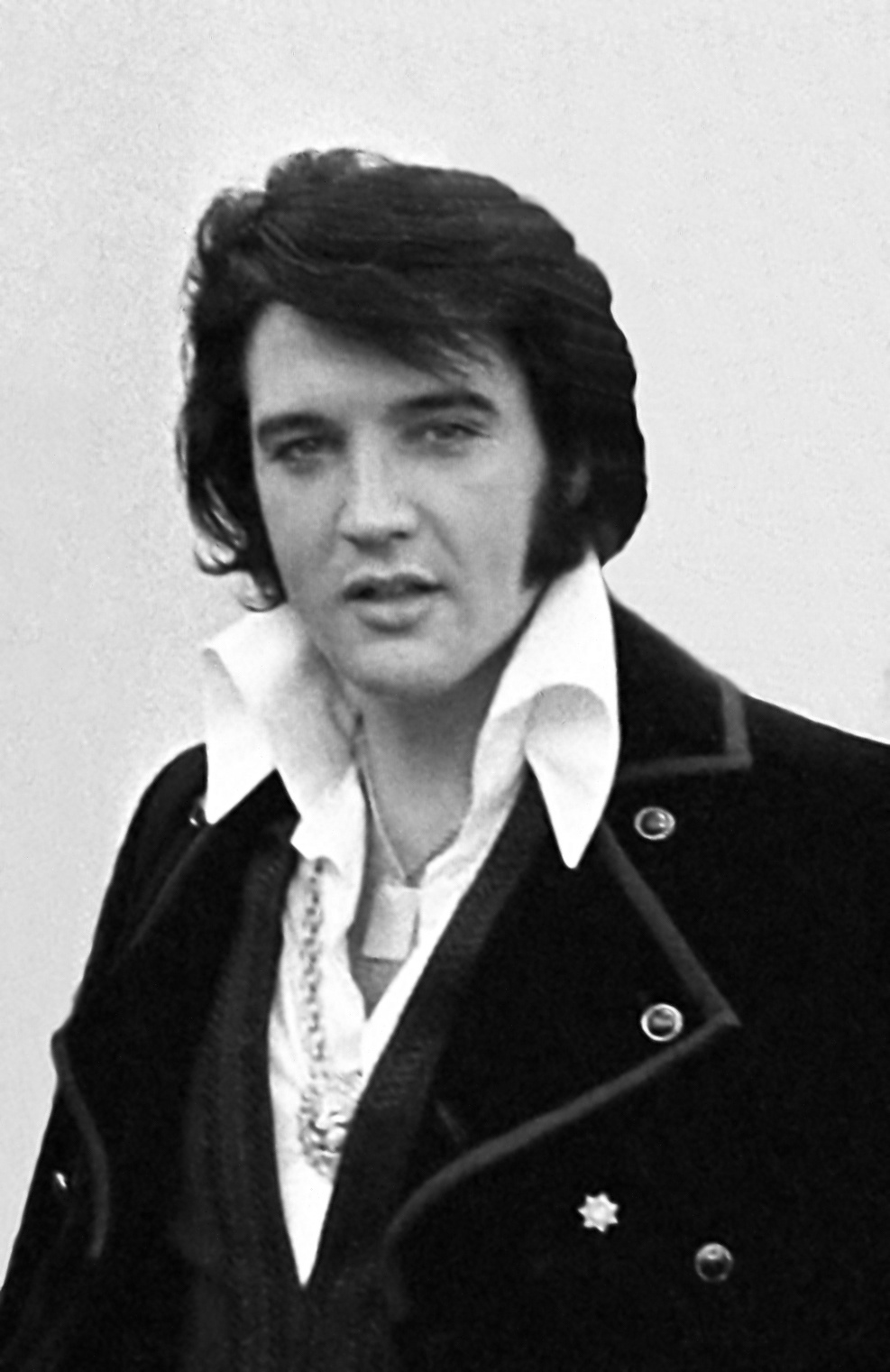
Presley in un'immagine degli anni settanta

All'inizio del XX secolo la musica occidentale è dunque ormai profondamente cambiata, e scossa fin dalle fondamenta. Non solo, ma cambiano anche, grazie alle invenzioni relativamente recenti della radio e del fonografo, i modi e i tempi di ascolto della musica stessa, prima limitati a concerti in locali appositamente adibiti, come teatri, locali, club o case private. Da una parte inizia a crearsi un pubblico potenziale più vasto e meno acculturato, che apprezza sistemi melodici e armonici più semplici, dall'altra mai come in questo periodo storico è stato facile, per chi volesse suonare, procurarsi uno strumento e imparare a usarlo.
A questo si deve aggiungere una seconda rivoluzione, anche questa tecnologica: l'invenzione dell'altoparlante e dell'amplificazione audio, che permette di far suonare assieme strumenti che non potrebbero farlo altrimenti (come per esempio una chitarra, una batteria di tamburi e un pianoforte), perché il suono di alcuni di essi prevaricherebbe completamente gli altri.
Queste nuove possibilità tecniche crearono l'occasione per nuovi veicoli espressivi che la musica colta tardò a cogliere e che la nuova musica popolare non ebbe alcun problema ad adottare, creando, tra il 1920 fino al 1980 e in misura minore negli anni successivi, una grande fioritura di nuovi stili e generi, quali jazz, blues, rock, soul, pop, funk, metal e fusion, ognuno dei quali si è suddiviso in ulteriori sottogeneri. Nascono così personaggi che diventano autentici fenomeni mediatici raggiungendo una popolarità senza precedenti. Gli stessi fattori, assieme alle mutate condizioni sociali ed economiche del mondo occidentale, fanno assumere estrema rilevanza agli aspetti commerciali del fenomeno musicale, aspetti che avevano iniziato ad emergere già nel secolo precedente: nel XX secolo la richiesta popolare di musica fa nascere, in occidente e nel resto del mondo, una vera e propria industria musicale di dimensioni e risorse gigantesche.
Inoltre nacquero le prime sigle di cartoni animati, una delle tante è Mimì e la nazionale di pallavolo

### Il rock
Il rock è la dizione abbreviata di rock and roll o rock'n'roll, e, da quando si affermò questa espressione abbreviata, si svilupparono diversi sottogeneri che enfatizzavano gli aspetti più aggressivi di questo genere. La parola rock si iniziò a leggere come, roccia, e, in espressioni come hard rock cioè, roccia dura. Il rock'n'roll nacque negli anni cinquanta come musica ballabile, derivato dal boogie-woogie, ballo afro-americano del dopo guerra, il cui significato infatti, sta proprio per ondeggia e ruota. Quando il rock e il rock'n'roll si differenziarono, cioè da quando appunto non furono più sinonimi, solo la seconda espressione venne intesa come forma originaria di questo genere. Storicamente un gruppo, o una band è formata da una voce, una o più chitarre, il basso e la batteria, spesso con l'inserimento di pianoforte o sassofono. Negli anni settanta, soprattutto nel Regno Unito, si affacciarono artisti come i Pink Floyd, Arthur Brown e Soft Machine, pronti a spaziare e a raggiungere nuove melodie musicalmente più complesse rispetto a quelle del rock primitivo, creatività che diede inizio ad una rivoluzione. In questa rivoluzione venne coinvolta anche la tecnologia, che con il sintetizzatore, il moog, il mellotron, strumenti elettronici che iniziarono a dare vita a forme compositive sempre più complesse e a sonorità completamente nuove. Lo sviluppo del rock ha condotto alla creazione di sottogeneri anche molto diversi tra di loro, che spaziano dalla ricerca virtuosistica e alla complessità compositiva del progressive, al diretto minimalismo del punk, passando per l'heavy metal, caratterizzato da ritmi aggressivi, e tematiche che spaziano dalla violenza anarchica alla lotta per la libertà, dai racconti storico-tragici al fantasy, dalla futilità della guerra alla condanna degli orrori del genere umano. Questi sottogeneri spesso svolgono un ruolo importante nella ricerca giovanile di una propria identità, finendo dunque col legarsi a sottoculture preesistenti o, addirittura, con il crearle.

### La musica elettronica
In seguito all'invenzione delle primissime apparecchiature tecnologiche avvenute nel corso del Novecento, vennero fondati, a partire dalla seconda metà degli anni quaranta, i primi studi di registrazione dedicati alla musica elettronica. I musicisti che vi operavano erano tutti autori di composizioni d'avanguardia atonali e concettualmente legate alla musica contemporanea. Fra essi, i più importanti includono John Cage, Pierre Henry, e Karlheinz Stockhausen.  A partire dagli anni sessanta, l'aumento della produzione di apparecchiature elettroniche, e la conseguente popolarizzazione, permise alle sonorità prodotte dalle nuove tecnologie di influire su un numero sempre crescente di stili di musica popolare, come avvenne con la musica dub ed il reggae. Fra essi vanno segnalati almeno il krautrock, stile sperimentale emerso in Germania lungo la prima metà degli anni settanta e comprendente fra i suoi esponenti gli influentissimi Kraftwerk, il synth pop, uno dei primi stili melodici suonati con tecnologie elettroniche, la musica house, e la techno.